# Christina Cole
Christina Cole (nascida em 8 de maio de 1982) é uma atriz inglesa.

## Biografia
Christina Cole nasceu em maio de 1982, na cidade de Londres, Inglaterra. Formada pela Oxford School of Drama(EN) em 2002, trabalhou como modelo antes de começar a atuar profissionalmente.
Sua estreia no cinema veio em 2003, quando interpretou Clarissa Payne na comédia romântica What a Girl Wants, estrelado por Amanda Bynes e Colin Firth. Mais tarde teve um pequeno papel no filme Casino Royale (2006), sobre o lendário espião James Bond, interpretado, desta vez, pelo ator Daniel Craig.
Sua carreira continuou com o suspense The Deaths of Ian Stone (2007), que coestrelou com Mike Vogel e Jaime Murray; A Vida num só Dia (2008), comédia romântica cujo elenco inclui Frances McDormand e Amy Adams; e Surviving Evil, um suspense/terror que teve como protagonista o ator Billy Zane.
Recentemente, ela fez alguns trabalhos para televisão norte-americana, como artista convidada na série Human Target e Chaos.
Teve uma participação na série britânica Doctor Who, como Lilith, no episódio The Shakespeare Code (terceira temporada).